# Astragalus maurorum
Astragalus maurorum är en ärtväxtart som beskrevs av Svante Samuel Murbeck. Astragalus maurorum ingår i släktet vedlar, och familjen ärtväxter. Inga underarter finns listade i Catalogue of Life.